# تلیله
تلیله (نام علمی: Calidris) نام سرده‌ای است از پرندگان مهاجر که در مناطق قطبی زاد و ولد می‌کنند.

## گونه‌ها
- آبچلیک بیرد Calidris bairdii
- آبچلیک تیزدم Calidris acuminata
- آبچلیک سینه‌نخودی Calidris subruficollis
- آبچلیک شکیل Calidris pugnax
- آبچلیک صخره Calidris ptilocnemis
- آبچلیک کوچک Calidris minutilla
- آبچلیک غربی Calidris mauri
- آبچلیک موج‌نشین Calidris virgata
- آبچلیک نوک‌قاشقی Calidris pygmaea
- آبچلیک نیم‌پرده‌پا Calidris pusilla
- آبچلیک دمگاه‌سفید Calidris fuscicollis
- تلیله ارغوانی Calidris maritima
- تلیله انگشت‌دراز Calidris subminuta
- تلیله بزرگ Calidris tenuirostris
- تلیله بلوطی Calidris ferruginea
- تلیله حنایی Calidris canutus
- تلیله دم‌سفید Calidris temminckii
- تلیله سفید Calidris alba
- تلیله شکم‌سیاه Calidris alpina
- تلیله کوچک Calidris minuta
- تلیله گردن‌سرخ Calidris ruficollis
- تلیله نوک‌پهن Calidris falcinellus
- یلوه آمریکایی Calidris melanotos
- Calidris himantopus